# Монастырь Преподобного Германа Аляскинского (Платина)
Монастырь Преподобного Германа Аляскинского (англ. Monastery of St. Herman of Alaska, серб. Манастир преп. Германа Аљаскинског) — православный мужской монастырь в честь святого Германа Аляскинского близ местечка Платина, в Калифорнии, находящийся в юрисдикции Западноамериканской епархии Сербской православной церкви.
Обитель осуществляет издание миссионерской литературы на английском языке в собственном издательстве Saint Herman Press.

## История
В 1963 году Глеб Подмошенский и перешедший в православие американец Юджин Роуз по благословению архиепископа Иоанна (Максимовича) стали активно заниматься миссионерской деятельностью среди американцев: «Сначала мы в 1964 году открыли книжный магазин. Люди шли мимо нас по улице, видели иконы, слышали церковную и классическую музыку и начинали интересоваться Православием. К нам приходили греки, сирийцы, даже эфиопы. Битники, а потом хиппи, какая-то часть их — это люди, которые искали истину. Мы их очень заинтересовали. <…> Потом мы купили типографский станок и устроили пустынь на горе в лесу недалеко от деревушки Платина в Северной Калифорнии. Мы хотели быть независимыми и самодостаточными, жить как древние пустынники по принципам Святой Руси и при этом печатать журнал „Православное слово“».
Летом 1967 года Юджином Роузом и Глебом Подмошенским из братства преподобного Германа Аляскинского был приобретен участок земли в отдалённой гористой местности в Калифорнии в нескольких милях от небольшого селения Платина в Северной Калифорнии, где в 1969 году по благословению архиепископа Западно-Американского и Сан-Францисского Антония (Медведева) был основан скит как место подвигов братства преподобного Германа Аляскинского.
Юджин и Глеб приняли монашество (первый с именем Серафим в честь Серафима Саровского, второй в честь Германа Аляскинского) и священный сан, после чего Герман становится настоятелем монастыря, а Серафим — духовником. Позднее скит был преобразован в монастырь.
С уходом в иной мир иеромонаха Серафима (Роуза) в обители начались брожения и неприятности. По словами епископа Георгия (Шейфера): «После того, как отец Серафим умер, большинство братии разошлись, и сейчас в обители подвизаются совсем другие люди».
Решением Духовного Суда Западно-Американской епархии от 16 июня 1988 года игумен Герман (Подмошенский) был лишён сана за нарушение целого ряда канонических правил. Не желая признавать лишения сана, вместе с насельниками Платины вышел из состава Русской зарубежной церкви и был принят возглавлявшим в тот период неканоническую «Греческую Православную Миссионерскую Архиепископию Америки» митрополитом Василиопольским Панкратием (Врионисом) в свою юрисдикцию.
Осознав ненормальность пребывания в расколе, братия монастыря стала искать пути нормализации своего канонического положения, успев принести тяжело больному архиепископу Антонию (Медведеву) покаяние за уход в раскол и публикацию несправедливых обвинений в его адрес. 15 (28) ноября 2000 года епископ Иоанн (Младенович) принял монастырь в юрисдикцию Сербской православной церкви.

## Настоятели
- Герман (Подмошенский) (1970—2000)
- Герасим (Элиэл) (2000—2009)
- Иларион (Ваас) (2009—2013)
- Дамаскин (Кристенсен) (с 20 июля 2013)[5]